# لوك بيل
لوك بيل (بالإنجليزية: Luke Bell)‏ هو تريثلت أسترالي، ولد في 21 أبريل 1979 في بورتلاند في أستراليا.